# Арнульф II (граф Булони)

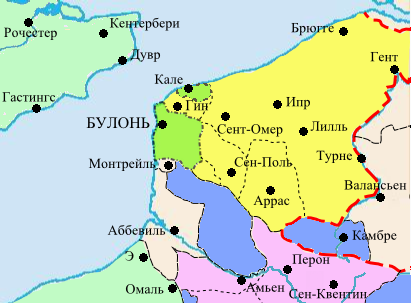
Графство Булонь (зелёным цветом)

Арнульф II (фр. Arnoul II de Boulogne; умер в 972) — граф Булони с 965 года из Булонского дома.

## Биография
Арнульф II — младший сын скончавшегося в 933 году булонского графа Адалульфа.
После смерти отца Арнульф II и его брат (по-видимому, несовершеннолетние) были отстранены от наследства своим дядей Арнульфом Фландрским.
Они восстали против него в 962 году. Брат Арнульфа был убит, а сам он в 965 году утвердился в Булони и был признан в качестве графа королём Франции Лотарем. Вероятно, этот его успех был связан со смертью Арнульфа Фландрского и малолетством его наследника Арнульфа II.
Арнульф II последний раз упоминается в документе от 31 января 972 года. Вероятно, в том же году он умер. Булонское графство унаследовал его сын Арнульф III.